# 발안중학교
발안중학교(發安中學校)는 대한민국 경기도 화성시 향남읍 평리에 있는 공립 중학교이다.

## 학교 연혁
- 1950년 5월 15일 : 화남학원 설립 개원(원장 신종식)
- 1954년 1월 31일 : 발안중학교 설립 인가 (9학급)
- 1954년 3월 22일 : 개교, 초대 김현순 교장 취임
- 1976년 2월 23일 : 발안중, 고등학교 분리
- 1982년 12월 16일 : 발안중학교 양감분교 설립인가
- 2001년 9월 1일 : 양감분교 중학교 승격 분리
- 2011년 3월 1일 : 경기도 교육청 지정 교육과정 자율화 연구학교 (1년)
- 2013년 9월 1일 : 혁신학교 창의지성 모델 선도학교 지정
- 2023년 9월 1일 : 제25대 임미숙 교장 취임
- 2024년 1월 11일 : 제70회 졸업 163명(졸업생 총수 15,665명)

## 참고 자료
- 발안중학교 - 한국교육학술정보원 학교알리미